# プロヴァーリオ・ディゼーオ
プロヴァーリオ・ディゼーオ（伊: Provaglio d'Iseo）は、イタリア共和国ロンバルディア州ブレシア県にある、人口約7,200人の基礎自治体（コムーネ）。

## 地理

### 位置・広がり

#### 隣接コムーネ
隣接するコムーネは以下の通り。
- コルテ・フランカ
- イゼーオ
- モンティチェッリ・ブルザーティ
- パッシラーノ

### 地震分類
イタリアの地震リスク階級 (it) では、3 に分類される
。